# کریستف کازارلی
کریستف کازارلی (فرانسوی: Christophe Cazarelly‎؛ زادهٔ ۱۰ فوریهٔ ۱۹۷۵) بازیکن فوتبال اهل فرانسه است.

## باشگاهی
از باشگاه‌هایی که در آن بازی کرده‌است می‌توان به باشگاه فوتبال استاد رنس، باشگاه ورزشی آمیان، و باشگاه فوتبال نانت اشاره کرد.